# Holoneurus setiger
Holoneurus setiger is een muggensoort uit de familie van de galmuggen (Cecidomyiidae). De wetenschappelijke naam van de soort is voor het eerst geldig gepubliceerd in 1896 door Kieffer.